# وون‌وو
جون وون وو (کره‌ای: 전원우؛ زادهٔ ۱۷ ژوئیه ۱۹۹۶) که به‌طور حرفه‌ای با نام وون‌وو (원우) شناخته می‌شود، خواننده و رپر اهل کره جنوبی است. او زیر نظر پلدیس انترتینمنت فعالیت می‌کند و عضو گروه سونتین و زیر گروه جی‌اکس‌دابلیو است.

## اوایل زندگی و تحصیلات
وون‌وو زادهٔ ۱۷ ژوئیه ۱۹۹۶ در چانگ‌وون، کره جنوبی است. او در مدرسه هنرهای نمایشی سئول تحصیل کرده و در سال ۲۰۱۵ فارغ‌التحصیل شد.